# Melissa Price
Melissa Price (ur. 20 września 1977 w Visalia) – amerykańska lekkoatletka, specjalizująca się w skoku o tyczce.
Wielokrotna mistrzyni i rekordzistka kraju, sięgała również po złote medale mistrzostw NCAA. Na arenie międzynarodowej nie osiągała znaczących sukcesów, podczas mistrzostw świata (Sewilla 1999), jako jedna z dwóch zawodniczek (obok Niemki Ryjikh) nie zaliczyła żadnej wysokości i nie została sklasyfikowana.

## Rekordy życiowe
- skok o tyczce – 4,36 (1998)
- skok o tyczce (hala) – 4,25 (1999)